# Alexander Milne
Alexander Milne (Sir Alexander Milne, 1st Baronet Milne of Inveresk) (10. listopadu 1806, Inveresk, Skotsko – 29. prosince 1896, Inveresk, Skotsko) byl britský admirál. U královského námořnictva sloužil od roku 1817, aktivní službu na moři střídal s působením v námořní administrativě, dvakrát zastával funkci prvního námořního lorda (First Sea Lord, 1866–1868 a 1872–1876). V roce 1858 byl povýšen do šlechtického stavu a v námořnictvu nakonec dosáhl nejvyšší hodnosti velkoadmirála (1881).

## Kariéra
Pocházel ze skotské obchodnické rodiny, narodil se jako mladší syn admirála Sira Davida Milne (1763–1845). Studoval na Royal Naval College v Portsmouthu a v roce 1817 vstoupil do královského námořnictva, kariéru zahájil pod velením svého otce v Kanadě. V roce 1827 byl povýšen na poručíka, sloužil na několika lodích v různých mořích, po roce 1836 působil v Karibiku v bojích proti obchodníkům s otroky. V roce 1839 dosáhl hodnosti kapitána a byl pověřen ochranou rybolovu v Karibiku a u břehů severní Ameriky. Po návratu do Anglie byl velitelem v přístavech Plymouth (1842–1845) a Portsmouth (1845–1847). V liberálních vládách pak působil v námořní administraci jako čtvrtý a třetí námořní lord (1847–1852 a 1853–1859). Během krymské války organizoval přesuny britských a francouzských vojenských sborů na Krym. V roce 1858 byl povýšen na kontradmirála, téhož roku byl povýšen do šlechtického stavu jako rytíř Řádu lázně. V roce 1859 byl v Derbyho vládě druhým námořním lordem.
Po delší době se v roce 1860 vrátil k aktivní službě na moři a v letech 1860–1864 byl vrchním velitelem u břehů severní Ameriky a v Karibiku. Během americké občanské války se uplatnil také jako diplomat a v roce 1865 byl povýšen na viceadmirála. Opět v Derbyho vládě zastával funkci prvního námořního lorda (1866–1868) a snažil se o snížení výdajů. V letech 1869–1870 byl vrchním velitelem ve Středozemním moři a v roce 1870 obdržel velkokříž Řádu lázně. V Gladstonově a Disraeliho vládě byl pak znovu prvním námořním lordem (1872–1876), z této doby pocházely jeho požadavky ohledně ochrany britského obchodního loďstva a výstavby nových válečných lodí za účelem bezpečnosti britského zámořského obchodu. V roce 1876 odešel do výslužby a byl povýšen na baroneta. V roce 1881 dosáhl hodnosti velkoadmirála. Během své dlouholeté kariéry nikdy nevynikl jako vojevůdce, ale proslul v námořní administraci a díky přízni královny Viktorie mohl zastávat vysoké funkce v liberálních i konzervativních vládách.
S manželkou Eufemií Cochrane měl tři děti. Jediný syn Sir Archibald Berkeley Milne (1855–1938) byl též admirálem.